# Human Touch
Human Touch je deveti studijski album Brucea Springsteena objavljen 1992. Bio je to jedan od mnogih njegovih albuma koji su u Britaniji dospjeli na prvo mjesto top ljestvica albuma. Album je objavljen na isti dan kad i Lucky Town.

## Popis pjesama
| Br. | Skladba                        | Tekstopisac                                | Trajanje |
| --- | ------------------------------ | ------------------------------------------ | -------- |
| 1.  | »Human Touch«                  | Bruce Springsteen                          | 5:17     |
| 2.  | »Soul Driver«                  | Bruce Springsteen                          | 4:39     |
| 3.  | »57 Channels (And Nothin' On)« | Bruce Springsteen                          | 2:28     |
| 4.  | »Cross My Heart«               | Bruce Springsteen/Sonny Boy Williamson II. | 3:51     |
| 5.  | »Gloria's Eyes«                | Bruce Springsteen                          | 4:39     |
| 6.  | »With Every Wish«              | Bruce Springsteen                          | 4:39     |
| 7.  | »Roll of the Dice«             | Bruce Springsteen/Roy Bittan               | 4:17     |
| 8.  | »Real World«                   | Bruce Springsteen/Roy Bittan               | 5:26     |
| 9.  | »All or Nothin' at All«        | Bruce Springsteen                          | 3:23     |
| 10. | »Man's Job«                    | Bruce Springsteen                          | 4:37     |
| 11. | »I Wish I Were Blind«          | Bruce Springsteen                          | 4:48     |
| 12. | »The Long Goodbye«             | Bruce Springsteen                          | 3:30     |
| 13. | »Real Man«                     | Bruce Springsteen                          | 4:33     |
| 14. | »Pony Boy«                     | Narodna                                    | 2:14     |

## Popis izvođača
- Bruce Springsteen – gitara i vokali, bas na "57 Channels (and nothin' on)"
- Randy Jackson – bas
- Jeff Porcaro – bubnjevi/perkusije
- Roy Bittan – klavijature
- Patti Scialfa – prateći vokali na "Human Touch" i "Pony Boy"
- Michael Fisher  – perkusije na "Soul Driver"
- Bobby Hatfield – prateći vokali na "I Wish I Were Blind"
- Bobby King – prateći vokali na "Roll of the Dice" i "Man's Job"
- Sam Moore – prateći vokali na "Soul Driver", "Roll of the Dice, "Real World" i "Man's Job"
- Tim Pierce – druga gitara na "Soul Driver" i "Roll of the Dice"
- David Sancious – hammond orgulje na "Soul Driver" i "Real Man"

## Vanjske poveznice
- Audio i tekstovi